# The Night Is Still Young (canción de Sandra)
«The Night is Still Young» es una canción pop de la cantante alemana Sandra en la cual es acompañada vocalmente por el excantante de Modern Talking Thomas Anders. El tema fue compuesto por Toby Gad y Audrey Martells, y producido por Jens Gad, quien ya había coproducido y producido, respectivamente, los dos álbumes anteriores de la cantante, The Wheel of Time y The Art of Love. La canción fue publicada en mayo de 2009 como segundo sencillo del noveno álbum de estudio de Sandra, Back to Life. Este sencillo incluía la canción inédita en álbum de «Redis moi».

## Sencillo
1. «The Night is Still Young» (feat. Thomas Anders) - 3:22
2. «The Night is Still Young» (casa sylt mix) - 4:45
3. «The Night is Still Young» (solo version) - 3:22
4. «Redis moi» * - 3:45

(*) Compuesta por Sandra Lauer y Jens Gad, y escrita por Fabrice Ciudad

## Posición
| País (2009) | Posición |
| ----------- | -------- |
| Alemania    | 46       |